# Nawasjolki (Breszkaja, Kobryn, Nawasjolki)
Nawasjolki (belarussisch Навасёлкі, russisch Новосёлки) ist ein Ort in Belarus.
Der Ort liegt im Selsawet Nawasjolki des Rajon Kobryn der Breszkaja Woblasz.